# José Gil Gordillo
José Gil Gordillo (Sanlúcar de Barrameda, 9 d'octubre de 1960) és un futbolista andalús, ja retirat. Ocupava la posició de migcampista.

## Trajectòria
Va sorgir del planter del FC Barcelona. Romandria entre 1981 i 1986 en el filial blaugrana, sense jugar amb el primer equip. El 1986 fitxa pel Deportivo de La Corunya, en aquella època a la Segona Divisió.
La temporada 90/91 va aconseguir l'ascens de categoria amb el Deportivo, però va abandonar el club blanc-i-blau i va recalar en el Celta de Vigo, amb el qual pujaria de nou a Primera divisió.
La temporada 92/93 Gil debuta en la màxima categoria, jugant 32 partits. En els quatre anys amb els viguesos a Primera, l'andalús va ser titular indiscutible de l'onze gallec, encara que a la darrera, la 95/96, va jugar-ne 29 partits. En total, va sumar 137 partits i 5 gols a la màxima divisió.
L'estiu de 1996 deixa el Celta i fitxa pel Racing de Ferrol, per a retirar-se poc temps després.